# Stored program-computer
Een stored-program computer (in letterlijk Nederlands: computer met opgeslagen programma) is een computer die de programma-instructies opslaat in zijn elektronisch geheugen. 
Een computer met een Von Neumann-architectuur slaat programmagegevens en instructiedata in hetzelfde geheugen op; een computer met een Harvard-architectuur heeft aparte geheugens voor het opslaan van het programma en de data.  
Vele vroege computers, zoals de Atanasoff-Berry-computer, waren niet herprogrammeerbaar. Zij voerden een enkele hard-bedraad programma uit. Als men een ander programma wilde draaien, moest een groot deel van de computer opnieuw bedraad worden, wat in praktijk dus betekende dat men zich wel twee keer bedacht voordat men besloot om op een computer een nieuw programma te draaien. Aangezien er geen programma-instructies waren, was er natuurlijk ook geen opslag van het programma nodig. 
Het idee van een stored-program computer kan worden herleid naar het in 1936 geïntroduceerde theoretische concept van een universele Turing-machine. Von Neumann was zich bewust van het artikel van Turing over universele Turing-machines en hij bracht het belang ervan onder de aandacht van zijn medewerkers. 
In hetzelfde jaar 1936 anticipeerde Konrad Zuse in twee octrooiaanvragen ook dat machine-instructies in dezelfde opslagruimte konden worden opgeslagen als de data.
De eerste stored-program computer is de Small-Scale Experimental Machine, die op 21 juni 1948 zijn eerste computerprogramma uitvoerde.

## Voetnoten
1. ↑   B. Jack Copeland, Colossus: the secrets of Bletchley Park's codebreaking computers (zie hier), 2006, Oxford University Press, ISBN 978-0-19-284055-4, blz. 104.